# Johann Michael Freiherr von Welser
Johann Michael „Hans“ Freiherr von Welser (* 5. August 1869 in Anspach; † 4. Oktober 1943 auf Schloss Neunhof bei Lauf an der Pegnitz) war ein deutscher Verwaltungsjurist.

## Leben und Beruf
Er entstammte der Ulmer Linie des alten Patriziergeschlechts Welser. Seine Eltern waren der Regierungspräsident Ludwig von Welser (1841–1931) und Charlotte geb. Haller von Hallerstein (1844–1873).
Während seines Studiums der Rechtswissenschaften wurde er 1887 Mitglied der Burschenschaft der Bubenreuther Erlangen. Nach bestandenem juristischen Staatsexamen und anschließender Referendarzeit wirkte von Welser von 1914 bis 1919 als Vortragender Rat im Reichsamt des Innern. 1920 erfolgte seine Ernennung zum Ministerialdirektor und Leiter der Verfassungsabteilung im Reichsinnenministerium. Von 1921 bis 1923 wirkte er im gleichen Ministerium als Staatssekretär, bis zu seiner Abberufung durch den sozialdemokratischen Minister Wilhelm Sollmann und seine Ersetzung durch den aus dem Reichsjustizministerium übernommenen Ministerialrat Erich Zweigert.
Von Welser kehrte in den bayerischen Staatsdienst zurück und amtierte 1927/28 als Staatssekretär im bayerischen Handelsministerium. Er starb an den Folgen einer Blutvergiftung.